# NASCAR Winston Cup de 1979
A Temporada da NASCAR Winston Cup de 1979 foi a 31º edição da Nascar, com 31 etapas disputadas o campeão foi Richard Petty.

## Calendário
| N. | Data   | Corrida                     | Circuito                        | Primeiro        | Segundo         | Terceiro        |
| 1  | 14-jan | Winston Western 500         | Riverside International Raceway | Darrell Waltrip | David Pearson   | Cale Yarborough |
| 2  | 18-feb | Daytona 500                 | Daytona International Speedway  | Richard Petty   | Darrell Waltrip | A.J. Foyt       |
| 3  | 4-mrt  | Carolina 500                | Rockingham Speedway             | Bobby Allison   | Joe Millikan    | Dick Brooks     |
| 4  | 11-mrt | Richmond 400                | Richmond International Raceway  | Cale Yarborough | Bobby Allison   | Darrell Waltrip |
| 5  | 18-mrt | Atlanta 500                 | Atlanta Motor Speedway          | Buddy Baker     | Bobby Allison   | Darrell Waltrip |
| 6  | 25-mrt | Northwestern Bank 400       | North Wilkesboro Speedway       | Bobby Allison   | Richard Petty   | Benny Parsons   |
| 7  | 1-apr  | Southeastern 500            | Bristol Motor Speedway          | Dale Earnhardt  | Bobby Allison   | Darrell Waltrip |
| 8  | 8-apr  | CRC Chemicals Rebel 500     | Darlington Raceway              | Darrell Waltrip | Richard Petty   | Donnie Allison  |
| 9  | 22-apr | Virginia 500                | Martinsville Speedway           | Richard Petty   | Buddy Baker     | Darrell Waltrip |
| 10 | 6-mei  | Winston 500                 | Talladega Superspeedway         | Bobby Allison   | Darrell Waltrip | Buddy Arrington |
| 11 | 12-mei | Sun-Drop Music City USA 420 | Music City Motorplex            | Cale Yarborough | Richard Petty   | Bobby Allison   |
| 12 | 20-mei | Mason-Dixon 500             | Dover International Speedway    | Neil Bonnett    | Cale Yarborough | Buddy Baker     |
| 13 | 27-mei | World 600                   | Charlotte Motor Speedway        | Darrell Waltrip | Richard Petty   | Dale Earnhardt  |
| 14 | 3-jun  | Texas 400                   | Texas World Speedway            | Darrell Waltrip | Donnie Allison  | Buddy Baker     |
| 15 | 10-jun | NAPA 400                    | Riverside International Raceway | Bobby Allison   | Darrell Waltrip | Richard Petty   |
| 16 | 17-jun | Gabriel 400                 | Michigan International Speedway | Buddy Baker     | Donnie Allison  | Cale Yarborough |
| 17 | 4-jul  | Firecracker 400             | Daytona International Speedway  | Neil Bonnett    | Benny Parsons   | Dale Earnhardt  |
| 18 | 14-jul | Busch Nashville 420         | Music City Motorplex            | Darrell Waltrip | Cale Yarborough | Dale Earnhardt  |
| 19 | 30-jul | Coca-Cola 500               | Pocono Raceway                  | Cale Yarborough | Richard Petty   | Buddy Baker     |
| 20 | 5-aug  | Talladega 500               | Talladega Superspeedway         | Darrell Waltrip | David Pearson   | Ricky Rudd      |
| 21 | 19-aug | Champion Spark Plug 400     | Michigan International Speedway | Richard Petty   | Buddy Baker     | Benny Parsons   |
| 22 | 25-aug | Volunteer 500               | Bristol Motor Speedway          | Darrell Waltrip | Richard Petty   | Bobby Allison   |
| 23 | 3-sep  | Southern 500                | Darlington Raceway              | David Pearson   | Bill Elliott    | Terry Labonte   |
| 24 | 9-sep  | Capital City 400            | Richmond International Raceway  | Bobby Allison   | Darrell Waltrip | Ricky Rudd      |
| 25 | 16-sep | CRC Chemicals 500           | Dover International Speedway    | Richard Petty   | Donnie Allison  | Cale Yarborough |
| 26 | 23-sep | Old Dominion 500            | Martinsville Speedway           | Buddy Baker     | Richard Petty   | Joe Millikan    |
| 27 | 7-okt  | NAPA National 500           | Charlotte Motor Speedway        | Cale Yarborough | Bobby Allison   | Darrell Waltrip |
| 28 | 14-okt | Holly Farms 400             | North Wilkesboro Speedway       | Benny Parsons   | Bobby Allison   | Richard Petty   |
| 29 | 21-okt | American 500                | Rockingham Speedway             | Richard Petty   | Benny Parsons   | Cale Yarborough |
| 30 | 4-nov  | Dixie 500                   | Atlanta Motor Speedway          | Neil Bonnett    | Dale Earnhardt  | Cale Yarborough |
| 31 | 18-nov | Los Angeles Times 500       | Ontario Motor Speedway          | Benny Parsons   | Bobby Allison   | Cale Yarborough |

## Classificação final - Top 10
| 1  | Richard Petty     | 4830 |
| 2  | Darrell Waltrip   | 4819 |
| 3  | Bobby Allison     | 4633 |
| 4  | Cale Yarborough   | 4604 |
| 5  | Benny Parsons     | 4256 |
| 6  | Joe Millikan      | 4014 |
| 7  | Dale Earnhardt    | 3749 |
| 8  | Richard Childress | 3735 |
| 9  | Ricky Rudd        | 3642 |
| 10 | Terry Labonte     | 3615 |